# ジャガ・ジャジスト
ジャガ・ジャジスト（Jaga Jazzist）は、1994年にラーシュ・ホーントヴェットを中心としてノルウェーで結成されたエクスペリメンタル・ジャズ・バンドである。

## 来歴
1996年にデビュー・アルバムを発表。アルバム『ア・リビングルーム・ハッシュ』（2001年）は、翌2002年にはノルウェー国外でもリリースされて、イギリスのBBCラジオのリスナーによって「ジャズ・アルバム・オブ・ザ・イヤー」に選ばれた。そして、2002年にはアルバム『ザ・スティックス』がノルウェーのアルバム・チャートでバンドにとって初のトップ10入りを果たし、最高3位に達した。
2009年11月に初の日本公演を行う。2010年には5年振りのスタジオ・アルバム『ワンアームド・バンディット』の発表を経て、フジロックフェスティバルに初出演した。
2012年、ブリテン・シンフォニアと共演ライブを行う。その模様は2013年にバンド初のライブ・アルバム『ライヴ・ウィズ・ブリテン・シンフォニア』としてリリースされた。

## メンバー
- ラーシュ・ホーントヴェット (Lars Horntveth) - ギター、バスクラリネット、サクソフォーン、フルート、ローランド SH-2、キーボード、ピアノ、ラップ・スティール、ギター、イーボウ・バンジョー、プログラミング (1994年- )
- リーネ・ホーントヴェット (Line Horntveth) - チューバ、フルート、パーカッション、グロッケンシュピール、ボーカル (1994年- )
- マーティン・ホーントヴェット (Martin Horntveth) - ドラム、ドラムマシン、パーカッション、ブルブルタラング、マーキソフォン、マンドリン・ハープ、プサルタリー、ベル、木魚、プログラミング (1994年- )
- アンドレアス・ミョース (Andreas Mjøs) - ヴィブラフォン、ギター、コルグ MS10、マリンバ、グロッケンシュピール、アンティークシンバル、パーカッション (1994年- )
- エーヴェン・オルメスタ (Even Ormestad) - ベース、キーボード、グロッケンシュピール、パーカッション (1995年- )
- エーリク・ヨハネッセン (Erik Johannessen) - トロンボーン、マーキソフォン (2005年- )
- オイスタイン・ムーエン (Øystein Moen) - シンセサイザー、ピアノ、オルガン、パーカッション (2008年- )
- マルクス・フォシュグレーン (Marcus Forsgren) - ギター、エフェクト (2009年- )

### 旧メンバー
- ハロルド・フロラン (Harald Frøland) - ギター (1994年-2005年、2006年-2007年)
- アイヴァー・クリスチャン・ヨハンセン (Ivar Christian Johansen) - トランペット、ボーカル (1994年-2001年)
- ジョナス・ベンディクセン (Jonas Bendiksen) - キーボード (1994年-1997年)
- ラーシュ・ワボ (Lars Wabø) - トロンボーン (1994年-2005年)
- マッズ・ジェンセン (Mads Jansen) - トロンボーン (1994年)
- マリウス・ヘスビー (Marius Hesby) - トロンボーン (1994年)
- トマス・ヴィッケン (Tomas Viken) - テナー・サックス (1994年)
- ラーシュ・エリク・ミラン (Lars Erik Myran) - ベース (1994年)
- ヨルゲン・ムンケビ (Jørgen Munkeby) - アルト・サックス、テナー・サックス、フルート、アルト・フルート、バスクラリネット、キーボード (1995年-2002年)
- ホーヴァル・ミュクレブスト (Håvard Myklebust) - トロンボーン (1996年)
- トルゲイル・オーダンソン (Torgeir Audunson) - トランペット (1996年-1997年)
- ビョルン・ストラン (Bjørn Strand) - テナー・サックス (1997年)
- スール・ミルジェテイグ (Sjur Miljeteig) - トランペット (1997年)
- マティアス・アイク (Mathias Eick) - トランペット、アップライト・ベース、キーボード、ピアノ、フレンチホルン (1998年-2014年)
- モッテン・クヴェニル (Morten Qvenild) - キーボード (2001年)
- ケティル・エイナルセン (Ketil Einarsen) - フルート、キーボード、パーカッション (2002年-2005年、2006年-2007年)
- アンドレアス・ヘッセン・シャイ (Andreas Hessen Schei) - キーボード (2002年-2005年、2006年-2007年)
- ニルス・マーティン・ラーセン (Nils Martin Larsen) - キーボード (2005年)
- アンデルス・ハナ (Anders Hana) - ギター、エフェクト (2005年)
- スティアン・ヴェスタルフース (Stian Westerhus) - エレクトリックギター、バリトン・ギター、12弦ギター、ハープ、エフェクト、パーカッション (2008年-2009年)

## ディスコグラフィ

### スタジオ・アルバム
- Jævla Jazzist Grete Stitz (1996年、Thug Records)
- 『ア・リビングルーム・ハッシュ』 - A Livingroom Hush (2002年、Smalltown Supersound)
- 『ザ・スティックス』 - The Stix (2003年、WEA International Inc.)
- 『ホワット・ウィ・マスト』 - What We Must (2005年、Ninja Tune)
- 『ワンアームド・バンディット』 - One-Armed Bandit (2010年、Ninja Tune)
- 『スターファイヤー』 - Starfire (2015年、Ninja Tune)
- 『ピラミッド』 - Pyramid (2020年、Brainfeeder)

### EP
- Magazine (1998年、dBut)
- Airborne/Going Down (2001年、WEA International Inc.)
- Days (2002年、Smalltown Supersound)
- Animal Chin (2003年、Gold Standard Laboratories)
- Day (2004年、Ninja Tune)
- Bananfluer Overalt (2010年、Ninja Tune)

### ライブ・アルバム
- 『ライヴ・ウィズ・ブリテン・シンフォニア』 - Live with Britten Sinfonia (2013年、Ninja Tune)
- The Tower (2021年、Brainfeeder)

### DVD
- Live At Cosmopolite (2009年、Smalltown Supersound)